# أوسكار ايكبرج
أوسكار ايكبرج (بالسويدية: Oskar Ekberg)‏ هو موسيقي وعازف بيانو سويدي، ولد في 19 فبراير 1977 في سودرتاليا في السويد.

## وصلات خارجية
- الموقع الرسمي
- أوسكار ايكبرج على موقع ميوزك برينز (الإنجليزية)
- أوسكار ايكبرج على موقع أول ميوزيك (الإنجليزية)